# فيرناندو سانشو
فيرناندو سانشو (بالإسبانية: Fernando Sancho)‏ هو ممثل إسباني، ولد في 7 يناير 1916 بسرقسطة في إسبانيا، وتوفي في 31 يوليو 1990 بمدريد في إسبانيا. من الجوائز التي نالها دائرة الكتاب السينمائيين سنة 1972 ودائرة الكتاب السينمائيين سنة 1980.

## أعمال

### أفلام
- (1962) لورنس العرب[2]

## جوائز
- دائرة الكتاب السينمائيين (1972)
- دائرة الكتاب السينمائيين (1980)

## وصلات خارجية
- فيرناندو سانشو على موقع IMDb (الإنجليزية)
- فيرناندو سانشو على موقع ألو سيني (الفرنسية)
- فيرناندو سانشو على موقع أول موفي (الإنجليزية)
- فيرناندو سانشو على موقع قاعدة بيانات الأفلام السويدية (السويدية)
- فيرناندو سانشو على موقع قاعدة بيانات الفيلم (الإنجليزية)
- فيرناندو سانشو على موقع كينوبويسك (الروسية)